# 7 miljonärer
7 miljonärer  is een komedie uit 2006. De film werd geregisseerd door Michael Hjorth.
Tussen bloeiende appelbomen en zoemende bijen wordt een trouwfeest voorbereid bij een landhuis. Måns Lundin, de schatrijke erfgenaam van het landhuis, gaat trouwen met de al even rijke Judith Fahlén, eigenares van een van de grootste hotelketens in Europa. Toch is niet alles zo idyllisch als het op het eerste gezicht lijkt. Zowel genodigden als onaangekondigde gasten smeden plannen om in het bezit te komen van de miljoenen van het echtpaar. Onverwachte wendingen en oude geheimen lossen elkaar in hels tempo af.